# Momentum 1 Day Cup 2016/17
Der Momentum 1 Day Cup 2016/17 war die 36. Austragung der nationalen List A Cricket-Meisterschaft in Südafrika. Der Wettbewerb wurde zwischen dem 17. Februar 2017 und 31. März 2017 zwischen den sechs südafrikanischen First-Class-Franchises ausgetragen. Im Finale konnten sich die Titans mit 236 Runs gegen die Warriors durchsetzen.

## Format
Die sechs Mannschaften spielten in einer Gruppe jeweils zweimal gegen jedes andere Team. Für einen Sieg gibt es vier Punkte, für ein Unentschieden oder No Result zwei und für eine Niederlage keinen Punkt. Ein Bonuspunkt wird vergeben, wenn bei einem Sinn die eigene Runzahl die des Gegners um das 1,25-fache übersteigt. Des Weiteren ist es möglich, dass Mannschaften Punkte abgezogen bekommen, wenn sie beispielsweise zu langsam spielen. Der Gruppenerste qualifiziert sich direkt für das Finale, während der Gruppenzweite und -dritte ein Halbfinale bestreiten.

## Resultate

### Gruppenphase
Tabelle
| Teams       | Sp. | S | N | U | R | NR | BP | Ded | Punkte | NRR    |
| ----------- | --- | - | - | - | - | -- | -- | --- | ------ | ------ |
| Titans      | 10  | 7 | 3 | 0 | 0 | 0  | 5  | 0   | 33     | +1.273 |
| Knights     | 10  | 6 | 4 | 0 | 0 | 0  | 3  | 0   | 27     | +0.305 |
| Warriors    | 10  | 5 | 4 | 0 | 0 | 1  | 4  | 0   | 26     | +0.196 |
| Dolphins    | 10  | 5 | 4 | 0 | 0 | 1  | 2  | 0   | 24     | +0.237 |
| Lions       | 10  | 3 | 7 | 0 | 0 | 0  | 1  | 0   | 13     | −0.951 |
| Cape Cobras | 10  | 3 | 7 | 0 | 0 | 0  | 0  | 0   | 12     | −0.935 |

## Halbfinale
| 26. März Scorecard | Bloemfontein | Warriors 88-3 (28) | – | Knights |
|                    |              | No Result          |   |         |

| 27. März Scorecard | Bloemfontein | Warriors 249-7 (50)          | – | Knights 231-6 (50) |
|                    |              | Warriors gewinnt mit 18 Runs |   |                    |

## Finale
| 31. März Scorecard | Centurion | Titans 425-5 (50)           | – | Warriors 189 (31) |
|                    |           | Titans gewinnt mit 236 Runs |   |                   |